# Richard Eckersley
Richard Jon Eckersley (Saford, 1989. március 12. –) angol labdarúgó, aki jelenleg a Manchester Unitedben játszik hátvédként. Bátyja, Adam Eckersley szintén labdarúgó.

## Pályafutása

### Manchester United
Eckersley 2004 februárjában játszott először a Manchester Unitedben, amikor 14 évesen pályára küldték a Manchester City ellen az U17-es csapatban. 2005 nyarán kapott ifiszerződést a klubtól és ekkor került be az U18-asok közé. Nem sokkal később olyan súlyosan megsérült, hogy nyolc hónapig nem játszhatott, így a 2005–06-os szezonban mindössze háromszor kapott lehetőséget az ificsapatban. A következő idényben állandó tagja lett az U18-as csapatnak és 2007 februárjában a tartalékok között is bemutatkozhatott. 2007. május 8-án a Manchester Senior Cup döntőjében is lehetőséghez jutott. A United végül 3–1-es vereséget szenvedett a Manchester City ellen.
A 2007–08-as évadban Eckersley 23-szor lépett pályára a tartalékok között és megnyerte a Manchester Senior Cup-ot is. 2007 decemberében az első csapat keretébe is bekerült egy AS Roma elleni BL-meccsre. Végig a kispadon ült. A következő szezont is a tartalékcsapat tagjaként kezdte meg, de 2008. január 24-én végre bemutatkozhatott a nagy csapatban is. A Tottenham Hotspur elleni Ligakupa-mérkőzésen csereként váltotta Fábiót. Három nappal később a Premier League-ben is debütálhatott, egy West Bromwich Albion ellen 5–0-ra megnyert találkozón.

### Burnley
2009. július 15-én Eckersley a Premier League-be frissen feljutott Burnleyhez igazolt.

## Sikerei, díjai

### Manchester United
- Ligakupa-győztes:
  - 2009

## Külső hivatkozások
- Richard Eckersley adatlapja a Manchester United honlapján